# Fortificações na Ponta de Jericoacoara
As fortificações da ponta de Jericoacoara localizavam-se na ponta de Jericoacoara ("buraco das tartarugas", em língua tupi), atual município de Jijoca de Jericoacoara, no litoral noroeste do estado brasileiro do Ceará.
Essas fortificações remontam ao Fortim de Nossa Senhora do Rosário, estrutura de campanha erguida no contexto da conquista da capitania do Maranhão aos franceses. Simples estacada de faxina e terra, foi levantada em 1613 por Jerônimo de Albuquerque Maranhão (1548-1618), quando aportou com suas forças nesse ancoradouro, enquanto o Capitão-mor Martim Soares Moreno saía para reconhecer as posições francesas no litoral a norte (SOUZA, 1885:74).
Ante a demora no retorno de Moreno, Jerônimo de Albuquerque Maranhão retornou à capitania de Pernambuco, deixando uma guarnição de quarenta homens nesta posição (SOUZA, 1885:74) sob o comando de Jerônimo de Albuquerque Sobrinho (GARRIDO, 1940:40). Já no início de 1614, ela repeliu um ataque de trezentos indígenas e, em seguida, de duzentos corsários franceses sob o comando de Du Pratt, este último a 12 de abril. O fortim foi evacuado e arrasado por ordem de seu comandante, Manoel de Souza D'Eça a 12 de outubro de 1614 (GARRIDO, 1940:40-41), que se retirou, com os sobreviventes da tropa, para a ilha de Periá, na costa do Maranhão (ver Fortim da ilha de Periá) (BARRETTO, 1958:88).
No contexto da segunda das Invasões holandesas do Brasil (1630-1654), quando os neerlandeses ocuparam o Fortim de São Sebastião, na foz do rio Ceará, em 25 de outubro de 1637, ocuparam também as ruínas deste fortim, que recebeu novas obras de fortificação, levantadas por Jacob Evers (BARRETTO, 1958:87-88). O mesmo levante de indígenas que arrasou o citado Forte de São Sebastião, destruiu esta posição em 28 de fevereiro de 1644.
Encerrado o conflito, o Mestre-de-Campo André Vidal de Negreiros (1606-1680) determinou construir uma fortificação permanente na ponta de Jericoacoara (1655), a fim de estabelecer e apoiar comunicação permanente por terra entre a Capitania do Ceará e a do Maranhão (BARRETTO, 1958:87). Aparentemente nunca foi concluída e "(...) algumas peças que aí foram levadas para armar essa bateria, ou estão sepultadas na areia ou, como asseveram alguns habitantes do lugar, foram roubadas para bordo de embarcações que aí foram", segundo o "Relatório Circunstanciado do Estado das suas Fortificações" apresentado em 1843 pelo Presidente da Província do Ceará José Maria da Silva Bittencourt (1843-1844). SOUZA (1885) refere que existiam vestígios de seus muros, à época (1885), no local (op. cit., p. 36).